# Je suis là (album de Lara Fabian)
Singles
1. Ta peine[1]
Sortie : 25 janvier 2024
2. Je t'ai cherché[2]
Sortie : 4 octobre 2024

Je suis là est le seizième album studio de la chanteuse Lara Fabian sorti le 29 novembre 2024 sous le label Play Two.

## Liste des pistes
| 1.    | Je suis là              | Lara Fabian, Slimane | Lara Fabian, Slimane, Meïr Salah, Yaacov Salah | 2:26 |
| 2.    | Ta peine                | Lara Fabian, Slimane | Meïr Salah, Yaacov Salah                       | 2:46 |
| 3.    | Je t'ai cherché         | Lara Fabian, Slimane | Lara Fabian, Slimane, Meïr Salah, Yaacov Salah | 3:37 |
| 4.    | Hypersensible           | Lara Fabian          | Lara Fabian, Meïr Salah, Yaacov Salah          | 2:28 |
| 5.    | Une fleur à la bouche   | Lara Fabian, Slimane | Lara Fabian, Slimane, Meïr Salah, Yaacov Salah | 3:42 |
| 6.    | Réveille-moi            | Lara Fabian, Slimane | Lara Fabian, Slimane, Meïr Salah, Yaacov Salah | 2:57 |
| 7.    | D'une femme à une femme | Lara Fabian, Slimane | Lara Fabian, Slimane, Meïr Salah, Yaacov Salah | 2:47 |
| 8.    | Sous un arbre avec toi  | Lara Fabian          | Lara Fabian, Renaud Rebillaud                  | 2:35 |
| 9.    | C'est pas comme ça      | Lara Fabian, Vitaa   | Lara Fabian, Renaud Rebillaud, Vitaa           | 3:01 |
| 10.   | Je suis de toi          | Lara Fabian, Vianney | Lara Fabian, Vianney                           | 3:47 |
| 30:06 |                         |                      |                                                |      |

## Clips vidéo
- Ta peine : 26 février 2024
- Je suis de toi : 2 mai 2025[4]

## Accueil commercial
En première semaine, l'album s'écoule à 7 634 exemplaires.

## Certifications et classements

### Classements hebdomadaires
| Classements (2024)           | Meilleure position |
| ---------------------------- | ------------------ |
| France (SNEP)                | 10                 |
| Belgique (Wallonie Ultratop) | 4                  |
| Suisse (Schweizer Hitparade) | 66                 |